# Materiaalkarakterisering

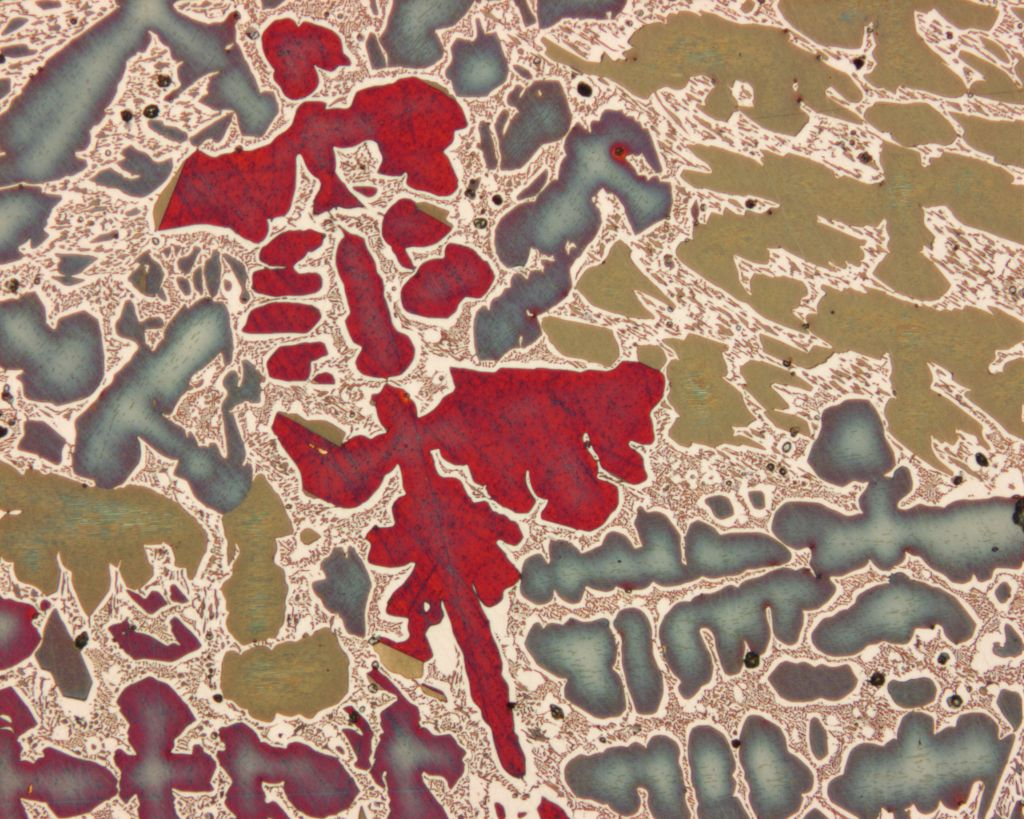
Dendritische microstructuur op micronschaal van een bronslegering verkregen met een lichtmicroscoop

Elektronenstraal-substraatinteracties op verschillende diepten in een SEM

Materiaalkarakterisering of materiaalanalyse betreft het brede en algemene proces van het bepalen van de samenstelling, de structuur en/of de eigenschappen van een materiaal. Het wordt ook wel het identificeren of bepalen van materialen genoemd. Er zijn tal van analysemethoden en technieken ontwikkeld die kunnen worden gebruikt voor het vinden van deze informatie.
Het is een fundamenteel proces in het vakgebied der materiaalkunde, aangezien er zonder deze technieken geen wetenschappelijk begrip van materialen zou kunnen worden vastgesteld. Deze karakteriseringstechnieken worden ook veel toegepast in de vastestoffysica en (analytische) chemie.
De term materiaalkarakterisering is geen vastgestelde definitie en wordt voor verschillende scala aan analysetechnieken gebruikt. Zo wordt het gebruik van de term voor sommigen beperkt tot technieken die de microscopische structuur en eigenschappen van materialen bestuderen, terwijl andere de term gebruiken om te verwijzen naar elk materiaalanalyseproces, inclusief macroscopische technieken zoals mechanische materiaalproeven, thermische analyse en dichtheidsbepaling. De lengteschaal van de structuren die in kaart worden gebracht bij de karakterisering van materialen varieert van ångström (10−10 m), zoals bij de beeldvorming van individuele atomen en chemische bindingen, tot centimeters, zoals bij de beeldvorming van grove korrelstructuren in metalen.
Na de uitvinding van de microscoop wordt deze vorm van karakteriseringstechniek al eeuwenlang toegepast. Echter zijn de meeste technieken in de afgelopen eeuw uitgevonden en komen er in snel tempo nieuwe bij of worden oude verbeterd. Met name de komst van de elektronenmicroscoop en secundaire-ionenmassaspectrometrie (SIMS) in de 20e eeuw hebben een revolutie teweeggebracht in het veld, waardoor de beeldvorming en analyse van structuren en composities op veel kleinere schaal mogelijk was dan voorheen. Dit leidde tot een meer kennis en begrip van de verschillende materialen en hoe deze tot stand komen. In de afgelopen 30 jaar heeft atoomkrachtmicroscopie (AFM) de maximaal haalbare analyseresolutie van bepaalde substraten verder verhoogd.

## Microscopie

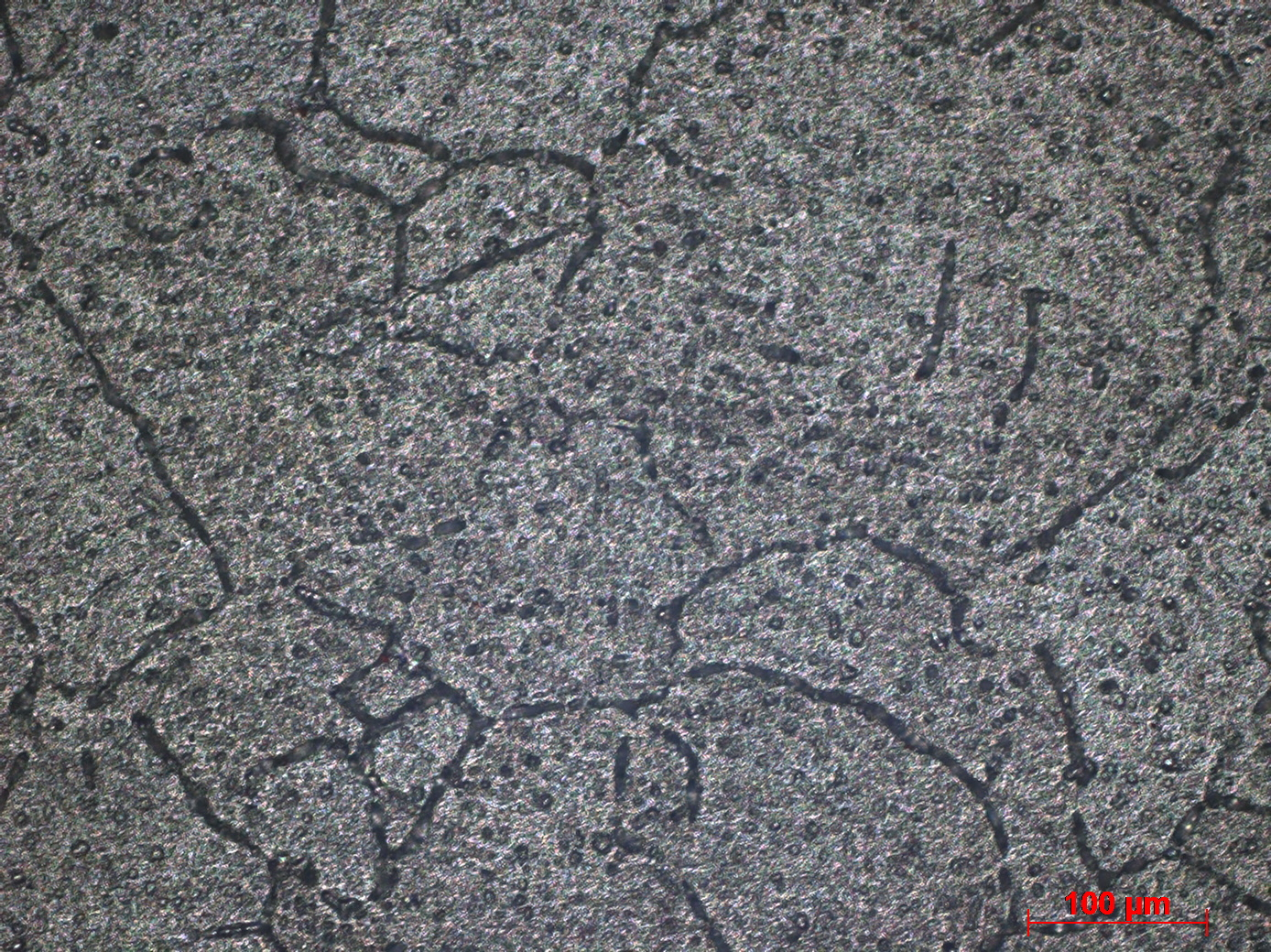
Optische microscopie afbeelding van aluminium

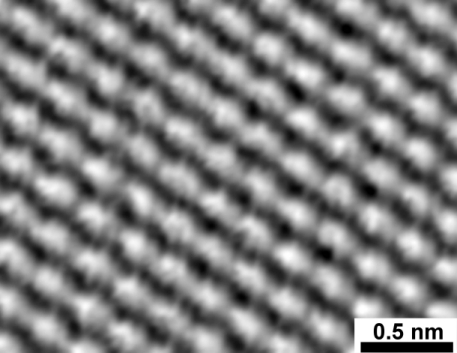
Afbeelding van een grafietoppervlak op atomair niveau verkregen door een STM

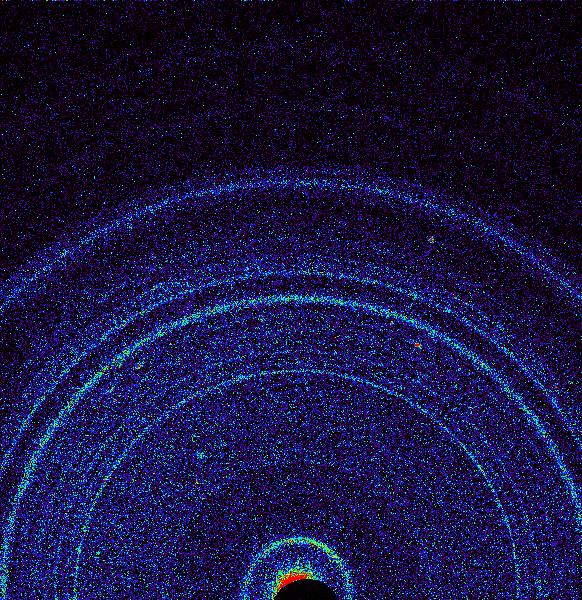
Eerste röntgendiffractiepatroon van de Marsbodem. CheMin-analyse onthult onder anderen veldspaat, pyroxeen en olivijn (Curiosity-rover op "Rocknest", 17 oktober 2012)

Microscopie is een categorie van karakteriseringstechnieken die de oppervlaktetextuur, microstructuur en textuur van het oppervlak en de bovenste lagen van een materiaal onderzoeken en in kaart brengen. Deze technieken gebruiken fotonen, elektronen, ionen of meetsondes om gegevens te verzamelen over de structuur van een substraat op verschillende lengteschalen. Enkele veelvoorkomende voorbeelden van microscopietechnieken zijn:
- Optische microscopie of lichtmicroscopie
- Elektronenmicroscopie, elektronenoptica
  - Rasterelektronenmicroscoop (SEM)
- Ionenmicroscopie, ionenoptica
- Röntgenmicroscopie
- Scanning probe microscopie (SPM)
- Lasermicroscopie

## Spectroscopie
Spectroscopie is een categorie binnen de karakteriseringstechnieken, die een reeks principes gebruiken om de chemische samenstelling, concentratievariatie, segregatie, kristalstructuur en foto-elektrische eigenschappen van materialen in kaart te brengen. Hieronder vallen vormen van atoomspectroscopie, molecuulspectroscopie en structuuranalyse en vibratiespectroscopie. Enkele veelvoorkomende voorbeelden van spectroscopie-technieken zijn:

### Elektromagnetische straling
- UV/VIS-spectroscopie
- Structuuranalyse en vibratiespectroscopie
  - Infraroodspectroscopie (IR, FTIR)
  - Ramanspectroscopie (RS)
- Molecuulspectroscopie
- Atomaire-absorptiespectrometrie
- Fluorescentiespectroscopie
- Thermoluminescentie (TL)
- Fotoluminescentie (PL)

### Röntgenstraling
- Röntgendiffractie (XRD)

Kristaloriëntatie en bijbehorende diffractiepatronen

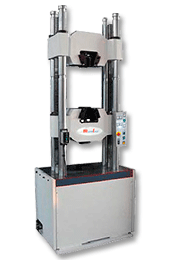
"Microtest", een computerbestuurbare universele testmachine, die de vele testen kan uitvoeren, zoals de trekproef, druktest, buigproef, schuiftest en peltest

- Small-angle X-ray scattering (SAXS)
- Energiedispersieve röntgenspectroscopie (EDX, EDS)
- Elektronenenergieverliesspectroscopie (EELS)
- Röntgenfoto-elektronenspectroscopie (XPS)
- Röntgenfluorescentiespectrometrie (XRF)
- Auger-elektronspectroscopie (AES)
- Röntgenfotoncorrelatiespectroscopie (XPCS)

### Massaspectrometrie
- Methoden van massaspectrometrie:
  - Elektronenionisatie (EI)
  - Thermische ionisatie-massaspectrometrie (TI-MS)
  - MALDI
- Secundaire-ionenmassaspectrometrie (SIMS)

### Nucleaire spectroscopie
- Kernspinresonantie-spectroscopie (NMR)
- Mössbauer-spectroscopie (MBS)
- Perturbed angular correlation (PAC)

### Overig
- Fotoncorrelatiespectroscopie / dynamische lichtverstrooiing (DLS)
- Terahertz-spectroscopie (THz)
- Elektronspinresonantie (ESR)
- Kleine-hoek-neutronenverstrooiing (SANS)

## Macroscopisch onderzoek
Er wordt een enorm scala aan technieken gebruikt om verschillende materiaaleigenschappen op macroscopische schaal te karakteriseren, waaronder:
- Mechanische materiaalproeven, waaronder trek-, buig-, compressie-, torsie-, kruip-, vermoeiings-, taaiheid- en hardheidstesten
- Thermische analyse
- Impuls-excitatietechniek (IET)
- Ultrageluid, waaronder resonantie ultrageluid spectroscopie en ultrasoon onderzoek